# 薩爾特維克
薩爾特維克（瑞典語：Saltvik）是芬蘭的市镇，由奧蘭群島負責管轄，距離瑪麗港25公里，面積1,167平方公里，最高點海拔高度129米，2013年人口1,808，人口密度為每平方公里11.89人。

## 外部連結
- Municipality of Saltvik （页面存档备份，存于） – Official website